# Hallelujah (Jeff Buckley)
Hallelujah è un brano di Jeff Buckley estratto dal suo album Grace del 1994, cover dell'omonimo brano di Leonard Cohen, poi pubblicato in formato singolo nel 2007.

## Registrazione e pubblicazione
Il cantautore americano Jeff Buckley incise il brano Hallelujah per il suo primo e ultimo album, Grace, pubblicato nel 1994 e rimasto senza un successore a seguito della morte del cantante. Questa versione della canzone, ispirata alla precedente interpretazione di John Cale, è considerata la più conosciuta tra le cover del brano e, nonostante non sia stata inizialmente pubblicata come singolo, ha fortemente contribuito alla popolarità di Hallelujah, ispirando i molti interpreti che in seguito hanno ripreso la canzone.
La sua versione, inclusa nell'album Grace, è oggi considerata la più famosa tra le cover del brano.
Nel 2007, dieci anni dopo la scomparsa di Buckley, la cover fu pubblicata come singolo, ottenendo nel corso degli anni seguenti un buon successo commerciale, fino a raggiungere il disco di platino in Australia e negli Stati Uniti e il disco d'oro in Svezia e Nuova Zelanda.
L'interpretazione di Buckley è stata inserita dalla rivista statunitense Rolling Stone al 264º posto nella lista delle 500 migliori canzoni di tutti i tempi, pubblicata nel 2004. In un sondaggio a cura dello stesso mensile, la versione di Hallelujah realizzata da Buckley è stata indicata dai lettori come la terza miglior cover di tutti i tempi.

## Tracce
Download digitale
1. Hallelujah – 6:35 (Leonard Cohen) – Live a Bearsville

45 giri
1. Hallelujah – 6:55 (Leonard Cohen)
2. I Know It's Over – 6:28 (Johnny Marr, Morrissey)

## Classifiche
| Classifica (2006-2013)      | Posizione massima |
| --------------------------- | ----------------- |
| Australia                   | 70                |
| Austria                     | 38                |
| Canada (Digital Songs)      | 2                 |
| Europa                      | 10                |
| Finlandia                   | 14                |
| Francia                     | 64                |
| Irlanda                     | 8                 |
| Norvegia                    | 7                 |
| Nuova Zelanda               | 22                |
| Paesi Bassi                 | 3                 |
| Regno Unito                 | 2                 |
| Stati Uniti (Digital Songs) | 1                 |
| Svezia                      | 5                 |
| Svizzera                    | 38                |